# 卡雷尔马普
卡雷尔马普（西班牙語：Carelmapu，源于馬普切語“绿地”之意）是智利的一座城镇，位于智利南部地區河大区的兰奇胡亚省，地处查考海峽西部沿岸。该城镇创始于1602年，为西班牙殖民者毁灭七座城市后所兴建。其后于1643年，荷兰人洗劫了卡雷尔马普，当地的教堂被亨德里克·布劳威尔所摧毁。

## 堡垒系统
在西班牙殖民时期，卡雷尔马普拥有一个小型堡垒系统，由卡雷尔马普堡垒和稍远处阿斯蒂列罗的哨兵所以及科罗内尔的炮台组成，但阿斯蒂列罗与科罗内尔并不在卡雷尔马普境内，而是位于查考海峽北岸更东处。原始的卡雷尔马普堡垒于1603年用木材建成，如今已遭遗弃。